# Проституція

Повна криміналізація – проституція незаконна в усіх аспектах (повія, клієнт, сутенер) і не регулюється законом
Криміналізація сутенерства (аболіціонізм, боротьба з організованою проституцією) – індивідуальна проституція (повія) та покупка (клієнт) не караються, сутенерство і борделі незаконні, проституція не регулюється
Криміналізація покупця та сутенера (Шведська модель, неоаболіціонізм) – заняття проституцією законне, купівля (клієнт) та посередництво заборонені
Повна декриміналізація – заняття, купівля і сутенерство законні
Легалізація – заняття, купівля і сутенерство законні і регулюються законом
Залежить від місцевого (муніципального) законодавства

Проститу́ція (від лат. prostitere — «виставляти»; також «ганьбити», «оскверняти») — дія, практика та індустрія участі в сексуальній активності в обмін на плату. Проституція в Україні незаконна і карається кримінальною відповідальністю (3—15 років позбавлення волі) для посередників (втягнення в проституцію та торгівлю людьми) та адміністративною (штраф) для проституйованої особи. Дитяча проституція і примус до проституції (сексуальне рабство, торгівля людьми) заборонені в усіх країнах.
Проституція здійснюється на вулиці, в приміщеннях (борделі, бари, казино, масажні салони, зйомки в порно) та безконтактно (вебкамінг, телефоном); змішаним за формою є ескорт. Абсолютну більшість проституток це жінки, також більшість користувачів (у тому числі чоловічої проституції) — чоловіки. Людину, що займається проституцією, називають повією, того, хто користується нею — клієнтом, а тих, хто залучають людей в проституцію, організовують її і отримують від неї основний зиск — сутенерами. В 1949 році Організація Об'єднаних Націй прийняла Конвенцію про боротьбу з торгівлею людьми і з експлуатацією проституції третіми особами.
Проституція, протягом історії людства кваліфікована від злочину чи правопорушення до законного виду торгівлі, є незаконною, проте поширеною, в більшості країн світу. Традиційний заборонний підхід, однак, неефективний у скороченні проституції, запобіганні поширенню ЗПСШ (зокрема, ВІЛ), зґвалтуванням та вбивствам повій, а переслідувань поліції та насильства від клієнтів зазнають проституйовані особи.
У 20 державах проституція була декриміналізована (відсутність покарання) або легалізована (відсутність покарання та спроби законодавчої регуляції), за яких сутенер та споживач отримують легальний статус і значний інструментарій у правовому полі. Ці моделі не сприяють скороченню проституції, проте їх підтримує секс-бізнес. За резолюцією Європарламенту від 2014 року, легалізація проституції негативно впливає на безпеку жінок та дівчат. Німеччина, що легалізувала проституцію, у 2019 заявила про необхідність переходу до Шведської моделі протидії проституції і працює над її впровадженням. Модель боротьби з організованою проституцією (аболіціоністська) криміналізує сутенерів, але не клієнтів.
Модель протидії попиту (неоаболіціоністська), вперше впроваджена в Швеції в 1999 році, визнає злочином та притягує до відповідальності споживачів (клієнтів) і сутенерів, а проституйованим надає захист, реабілітацію, профорієнтацію й працевлаштування, а також широко інформує громадськість щодо насильства проти жінок, прав людини та сексуальної етики. Модель показує високу ефективність у боротьбі з проституцією: впливаючи на її вигодоотримувачів та споживачів, вона скорочує попит на проституцію у клієнтів, і, відповідно, пропозицію сутенерського бізнесу. Шведська модель підтримується ООН та Європарламентом і наразі діє в 8 державах (Швеція, Норвегія, Ісландія, Північна Ірландія, Ірландія, Франція, Канада та Ізраїль). Над прийняттям моделі працюють Іспанія, Латвія та Литва. Велика Британія розглядає прийняття.
Люди в проституції стикаються із вбивствами, зґвалтуваннями, насильством, бідністю, наркоманією, стигмою й соціальною ізоляцією. Повій в 60-120 разів частіше вбивають, частіше експлуатують, продають та здійснюють напади. 68 % жінок у вуличній проституції повідомили про зґвалтування. В ряді країн додаються ризики ув'язнення та смертної кари. Багато повій обох статей мають ВІЛ, проте 51 % проституйованих у світі не мають доступу до профілактичних послуг. Жінки в проституції частіше мають ПТСР (13 %), тривожність (33,7 %) та депресію (24,4 %), при цьому більше перешкод для отримання психологічної допомоги, жорстокість: до них гірше ставляться в медзакладах, попри необхідність частого лікування та ІПСШ-скринінгів.
Законодавсто України щодо проституції частково відповідне шведській моделі з 2005 року. За науковим та законодавчим підходами Україна вже сьогодні близька до моделі, за впровадження якої проходять акції та офіційні заходи з 2017 року.

## Термінологія
Людина, що займається проституцією: жінка (чоловік, дитина) у проституції, проституйована особа, проститутка (проститут). Як жінку, так і чоловіка в проституції в Україні називають повією (слово спільного роду). Серед пейоративів та лайки щодо проституйованої жінки: бахурка, безпутниця, блудниця, блядь, гріховодниця, дівчина за викликом, жінка легкої поведінки, кокотка(заст.), курва, куртизанка, лоретка, лярва, мандрьоха, наложниця, нічний метелик, пизда, паплюга, потаскуха, потіпаха, прошмандовка, розпус(т)ниця, ростіпаха, рострибуха, роструха, фіндюрка, хвойда, хльорка, шалава, шерепа, шльондра, шлюха, шмара. Чоловіка у проституції називають: альфонс, бабій, бабник, блядун, ескорт-чоловік, ескорт для дам, жиголо, кагема, кобель, ловелас, потаскун, хлопчик (за викликом, напрокат), хаслер, хастлер, ходок.
Користувач проституції: споживач проституції, покупець, клієнт, фраєр, папік, гаманець (для чоловіка), клієнтка, матуся, німфоманка (для жінки).
Отримувач прибутку від проституції: сутенер, звідник, проститутор, посередник, менеджер. Сутенерство: звідництво, проксенетизм, схиляння до проституції, примус до проституції, втягнення в проституцію, кришування проституції, секс-рабство, торгівля людьми, трафікінг.
Проституція: найдревніша професія, продаж себе, продаж сексу, секс-бізнес, секс-індустрія, секс за гроші, торгівля тілом. Щодо терміну «секс-робота», висунутого прихильниками легалізації проституції, виступають міжнародні організації, такі як ООН та Європарламент, та міжнародний феміністичний рух (антипроституційний, антипорнографічний та радикальний фемінізм). У міжнародному праві та законодавстві більшості країн, включно з Україною, вживається термін «проституція».

## Історія

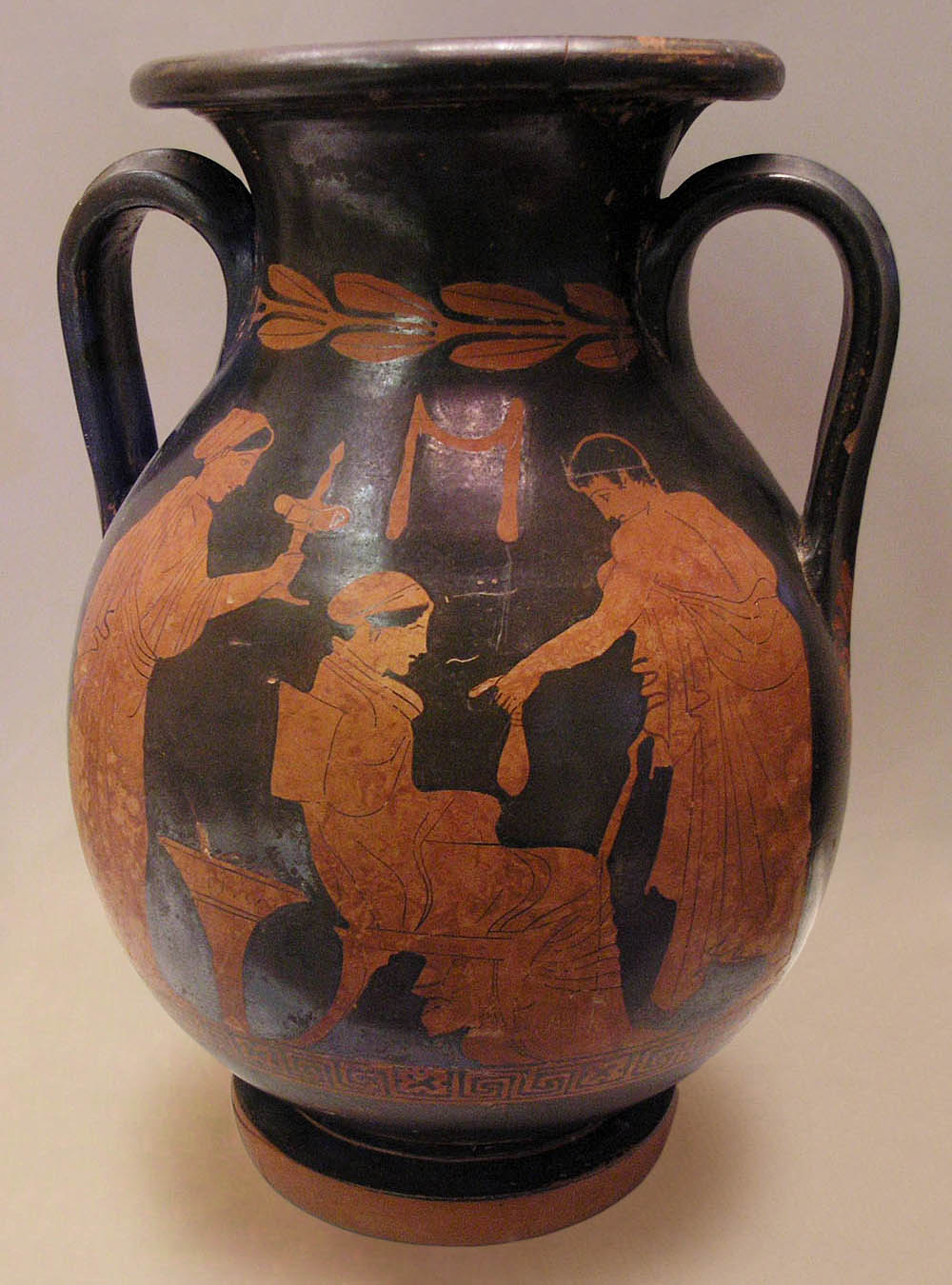
Повія та покупець на давньогрецькій урні

У найбільш примітивних суспільствах існував трансакційний секс. Проституція була значно поширена на різних соціально-економічних рівнях у Стародавньому Єгипті та Греції. Гетери та гейші мали певні[які?] привілеї в суспільстві. У середні віки проституцію переслідували, у Відродження та Реформацію вона знову поширилась, і її почали посилено регулювати. Виконання цих норм непропорційно вплинуло на бідні верстви.
Поява кіно, а за ним Інтернету в ХХІ столітті розширила форми проституції.
Епідемія ВІЛ/СНІДу створила нову проблему для людей у проституції. Стратегії зменшення шкоди передбачають скринінги, консультування та засоби для зупинки поширення хвороби.

## Ризики та наслідки
Вбивства, зґвалтування та насильство, бідність, стигма й соціальна ізоляція ― це загальні ризики, з якими стикаються люди у проституції. Повій в 60-120 разів частіше вбивають, частіше експлуатують, продають та нападають. ВІЛ зачіпає велику кількість проституйованих обох статей у всьому світі. В ряді країн додаються ризики ув'язнення та смертної кари.
Вулична проституція несе вищі ризики насильства (зокрема, сексуального), наркоманії та незахищеного сексу, порівняно з проституцією в приміщенні. В дослідженні насильства проти жінок у вуличній проституції 68 % повій повідомили про зґвалтування.
Більшість жінок у проституції повідомили, що їх заняття негативно вплинуло на них.
Травматичні сексуальні події та насильство несуть високий ризик психічних розладів для жінок, особливо з меншин, зокрема, ЛГБТ. Жінки в проституції частіше мають ознаки ПТСР (13 %), тривожність (33,7 %) та депресію (24,4 %). Вони відчувають більше перешкод для отримання допомоги у сфері психічного здоров'я через стигму, відсутність доступу до страхування, відсутність довіри у медперсоналу та жорстокість.
51 % проституйованих у всьому світі не мають доступу до профілактичних послуг (UNAIDS, 2010). До жінок-повій непропорційно гірше ставляться в медичних закладах, попри необхідність доступу до частого тестування на ІПСШ та лікування й регулярної первинної медичної допомоги. Багато хто не може або не хоче розголошувати свою діяльність у необхідних медичних документах, що робить їх непридатними для отримання медичної допомоги. Повії рідше звертаються за медичною допомогою через стигму.
Дослідження в Мельбурні показало, що повії, як правило, відчувають труднощі у стосунках. Деякі повії відзначають, що знайомство з колишніми клієнтами є комфортнішим.

## Види проституції
У 2004 р. з метою створення глобальної типології проституції проведено огляд 681 статті про «проституцію» за допомогою Medline: визначено 25 її видів.
| Вулична проституція      | Вулична проституція                               | Секс-туризм             | Ескорт (іноді зараховується до проституції в приміщенні) |
| Проституція в приміщенні | Бордельна проституція                             | Секс-туризм             | Ескорт (іноді зараховується до проституції в приміщенні) |
| Проституція в приміщенні | Проституція в масажних кабінетах                  | Секс-туризм             | Ескорт (іноді зараховується до проституції в приміщенні) |
| Проституція в приміщенні | Проституція в барах чи казино                     | Секс-туризм             | Ескорт (іноді зараховується до проституції в приміщенні) |
| Проституція в приміщенні | Позування для «оголеної замкової щілини» (піпшоу) | Секс-туризм             | Ескорт (іноді зараховується до проституції в приміщенні) |
| Проституція в приміщенні | Танці на колінах                                  | Секс-туризм             | Ескорт (іноді зараховується до проституції в приміщенні) |
| Проституція в приміщенні | Екзотичні танці                                   | Секс-туризм             | Ескорт (іноді зараховується до проституції в приміщенні) |
| Проституція в приміщенні | Зйомки в порно                                    |                         | Ескорт (іноді зараховується до проституції в приміщенні) |
| Безконтактна проституція | Проституція по телефону                           | Проституція по телефону | Ескорт (іноді зараховується до проституції в приміщенні) |
| Безконтактна проституція | Вебкамінг                                         |                         | Ескорт (іноді зараховується до проституції в приміщенні) |

### Жіноча проституція
Жінки складають абсолютну більшість проституйованих осіб і абсолютну меншість клієнтури, що купує людей для сексу.

### Дитяча проституція
Навіть у країнах, де проституція дозволена, користуватись дітьми до 18 років є розбещенням неповнолітніх. А тих, хто змушує неповнолітніх надавати послуги, як і тих, хто намагається ними скористатися, суворо переслідує закон. Попри це, середній вік людини, втягнутої у проституцію, складає 13 років.

### Чоловіча проституція
Проституція заторкує переважно жінок, однак у значно меншій кількості з давнини існують і чоловіки-повії.
- Гей-проституція — за формою подібна до жіночої проституції: вулична, вокзальна, публічні будинки, масажні салони тощо.
- Гетеросексуальна чоловіча проституція — формат, коли жиголо (альфонс) отримує гроші за секс та (опціонально) супровід, залицяння, з'явився в романських країнах і може мімікрувати під стосунки.[уточнити]

У середньому чоловіки заробляють в ескорті набагато більше, ніж жінки, значно частіше розкривають своє заняття та повідомляють про широке схвалення серед гей-спільноти.

## Покупці проституції
У зустрічах з повіями або екзотичними танцівницями багато хто шукає не лише сексуального задоволення. Покупці проституції часто прагнуть підтвердити свою маскулінність, якої, на їхню думку, бракує в інших аспектах їхнього життя, у формі імітації прихильності та сексуального потягу.
У Бразилії повії надають пріоритет іноземцям, бо місцеві чоловіки вважають, що ці жінки не мають жодної ваги за межами проституції. Іноземців же часто супроводжує багатство та статус, що можуть допомогти вийти із проституції.

## Сутенерство
Сутенерство або проксенетизм — отримання прибутку від проституції іншої особи через моральний та фізичний вплив на цю особу.
Сутенер схиляє та залучає людей до проституції, а також утримує в ній (секс-рабство) а також організовує проституцію (посередництво): забезпечує рекламу, надає приміщення для проституції, забезпечує охорону і опіку, захист від конкурентів, правоохоронних органів. Найчастіше сутенери поводяться з підконтрольними повіями тиранічно, відбираючи гроші і застосовуючи насильство, часто сексуальне.
Сутенерство є предметом кримінальної відповідальності в більшості країн світу, в тому числі в Україні (позбавлення волі строком від 3 до 15 років з (без) конфіскацією майна — залежно від віку втягнутої в проституцію особи: проституювання дітей до 14 років карається найжорсткіше).. В 1949 році Організація Об'єднаних Націй прийняла Конвенцію про боротьбу з торгівлею людьми і з експлуатацією проституції третіми особами. Конвенція стверджує проституцію як дію, що суперечить людській гідності, закликаючи всі зацікавлені сторони карати сутенерство, операторів і власників закладів проституції.
Сутенерство суттєво не страждає при повній (клієнт, сутенер, повія) криміналізації проституції, в умовах якої воно розвивалось протягом історії. При повній декриміналізації та легалізації проституції сутенерська діяльність має легальний статус і значний інструментарій у правовому полі. Ці моделі не сприяють скороченню проституції, проте їх підтримує секс-бізнес. Криміналізує специфічно сутенерство модель боротьби з організованою проституцією (аболіціоністська), проте вона не криміналізує покупців (клієнтів).
Відчутний вплив на сутенерство чинить модель протидії попиту (неоаболіціоністська, відома як шведська), до якої, за підтримки ООН та ЄС, переходять все більше країн починаючи з 1999 року. Модель кримінально карає клієнтів і сутенерів, а не повій, чим скорочує попит на покупку людей для сексу, і, відповідно, пропозицію сутенерського бізнесу.

## Законодавчі підходи
Серед спектру правового регулювання проституції НГО, вчені та державні установи зазвичай виділяють 5 підходів, хоча термінологія може різнитися між дослідженнями. Найпоширенішою у світі є криміналізація проституції (проте її ефективність у скороченні проституції та її негативних наслідків низька). Легалізація запроваджена в ряді країн з суперечливими результатами. Найбільший ефект показує модель протидії попиту, до якої переходять країни після досвіду впровадження легалізації або на основі статистичної аналітики.
| Законодавча рамка                                                       | Модель регуляції проституції                         | Cутенерство (посередник)  | Покупка (споживач)        | Виконання (працівник)       | Схиляння до проституції   |
| ----------------------------------------------------------------------- | ---------------------------------------------------- | ------------------------- | ------------------------- | --------------------------- | ------------------------- |
| Проституція заборонена і карається законом                              | Прогібіціонізм (криміналізація, заборона)            | Карається                 | Карається                 | Карається                   | Карається                 |
| Змішаний підхід (законні і караються законом різні сторони проституції) | Аболіціонізм (боротьба з організованою проституцією) | Карається                 | Не карається              | Не карається                | Часто карається           |
| Змішаний підхід (законні і караються законом різні сторони проституції) | Неоаболіціонізм (Шведська модель)                    | Карається                 | Карається                 | Не карається, підтримується | Карається                 |
| Проституція законна і не карається законом                              | Декриміналізація (відсутність покарання)             | Не карається              | Не карається              | Не карається                | Не карається              |
| Проституція законна і не карається законом                              | Легалізація (регуляторна модель)                     | Не карається, регулюється | Не карається, регулюється | Не карається, регулюється   | Не карається, регулюється |

### Криміналізація
Проституція заборонена законом, розглядається як порушення людської гідності і моральних (як правило, релігійних) переконань. Моделі заборони (т. зв. прогібіціонізм) прагнуть «стримати сторони від участі в проституції, покаравши одну (як правило, жінок) або, дедалі частіше, обидві сторони».
- Класична криміналізація: до кримінальної відповідальності притягується виконавиця(-вець), а не покупець.
- Повна криміналізація: кримінальному покаранню підлягають виконавиця(-вець), покупець та будь-яка третя залучена сторона (усі, хто отримують прибуток від проституції в будь-якому місці чи середовищі). Цей підхід застосовують Китай, Росія, більшість країн Африки. У США, де кожен штат має власний кримінальний кодекс, проституція повністю заборонена скрізь, а з використанням презерватива законна лише в частині штату Невада; безконтактна проституція ― це сіра зона.[46]

Криміналізація в більшості світу протягом історії людства не принесла позитивних результатів, досі будучи пов'язаною з високими показниками ІПСШ, насильством над проституйованими з боку покупців та переслідуванням їх поліцією. Страх перед юридичними наслідками стримує людей у проституції від пошуку послуг з охорони здоров'я та повідомлення про злочини. За криміналізації людей у проституції частіше ґвалтують, вбивають та дискримінують через їх маргіналізоване становище і переслідування поліцією.
- Криміналізація сутенерства (аболіціонізм): заняття проституцією не є правопорушенням, але експлуатація людей для проституції (втягнення, посередництво, торгівля людьми з метою прибутку) карається; таким чином, будь-яка третя сторона, яка вербує, наживається чи організовує людей у проституції, несе покарання.[50] Прихильники моделі закликають уряди вживати необхідних заходів, трактуючи проституцію як рабство, а сутенерство як работоргівлю.[46] Ця модель є перехідним кроком до неоаболіціонізму (Шведської моделі криміналізації покупця).

### Шведська модель криміналізації

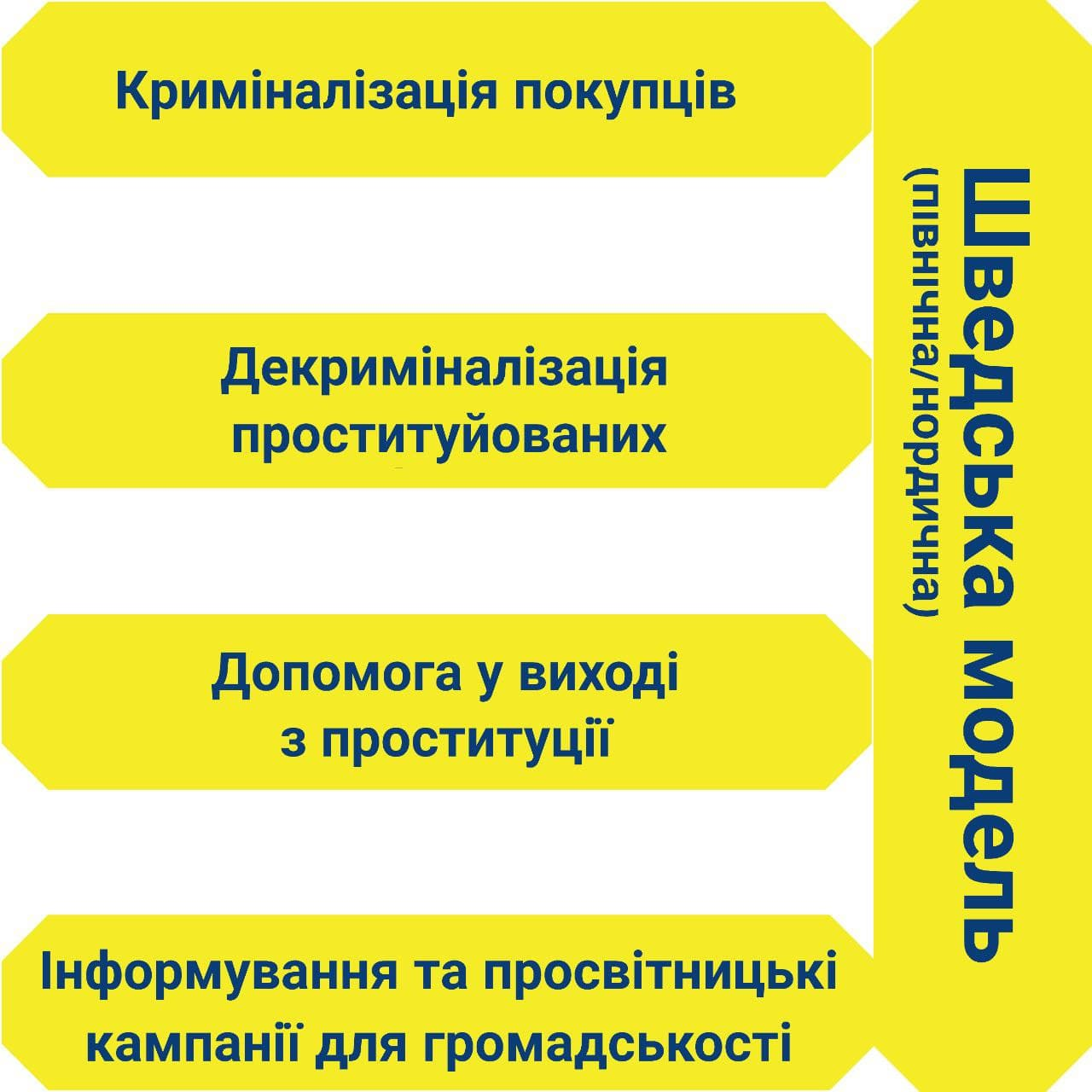
Як працює Шведська модель

Модель протидії попиту (відома як шведська, північна, неоаболіціонізм або модель рівності) криміналізує покупця та сутенерів, а проституйовану особу декриміналізує та підтримує у виході з проституції. Покупка людини для сексу визнається злочином, а сама проституція насильством проти жінок. Проституйованим надається захист, реабілітація, профорієнтація й працевлаштування та інша допомога у виході з проституції. Інформаційні кампанії підвищують обізнаність населення щодо гендерного насильства, прав людини та сексуальної етики (роль згоди на секс у сексуальній активності та сексуальному насильстві).
Модель вперше впроваджена в Швеції в 1999 році і показує високу ефективність у боротьбі з проституцією. Підтримується ООН та Європарламентом. В різних формах її запровадили, крім Швеції, Норвегія (2009), Ісландія (2009), Північна Ірландія (2015), Ірландія (2017), Франція (2016). Поза Європою модель прийняли Канада (2014) та Ізраїль (2018). Над прийняттям моделі працюють Іспанія, Латвія та Литва. У 2019 заяву про необхідність переходу від легалізації до шведської моделі зробила парламентська більшість Німеччини, відтоді працює над впровадженням. Велика Британія розглядає модель.
У 2005 році Україна запровадила механізм боротьби з проституцією, частково відповідний шведській моделі: сувору кримінальну відповідальність за торгівлю людьми чи втягнення у проституцію, а штрафи замінено позбавленням волі. Проте покарання для покупців (клієнтів) наразі не передбачено, а проституйованих досі карають адміністративно. З 2017 року в Україні проходять акції та офіційні заходи за запровадження шведської моделі. Відповідно до порівняння наукових та законодавчих підходів України та Швеції, Україна вже сьогодні близька до шведської моделі.

### Декриміналізація та легалізація
- Декриміналізація ― це відсутність кримінальних покарань за проституцію.
  - Декриміналізація повій. Люди, що займаються проституцією, отримують такий самий захист і визнання, як і працівники інших галузей.
  - Повна декриміналізація (впроваджена в більшості випадків) не передбачає покарання жодної зі сторін і не обмежує, хто може легально брати участь у проституції, не скасовуючи правових санкцій щодо торгівлі людьми. Цей підхід підтримує секс-бізнес та, наприклад, Amnesty International[26]. Нова Зеландія першою декриміналізувала проституцію в 2003 році.[51]

Статистичні дані свідчать, що декриміналізація сутенерства і покупки сексу не попереджує, а збільшує торгівлю людьми і сприяє ризикам для проституйованих. У резолюції Європарламенту від 26 лютого 2014 року щодо сексуальної експлуатації та проституції і її впливу на гендерну рівність зазначено, що «декриміналізація секс-індустрії в цілому та забезпечення законності купівлі не є рішенням для захисту жінок та неповнолітніх від насильства та експлуатації, натомість, має протилежний ефект і ставить їх під загрозу більш високого рівня насильства».
- Легалізація («регуляторна модель») ― всі аспекти проституції дозволені, якщо вони зареєстровані урядом: проституція, її покупка та залучення в неї дозволені, а відповідне законодавство контролює та регулює її.[46] Обсяг та тип законодавства різняться залежно від країни і можуть регулюватися дозволами на роботу, ліцензуванням або зонами допуску.

Проституція як секс-індустрія легалізована в 20 державах, з 2000-х  легалізація практикується в деяких державах Європи. Практикується в частинах Південної Америки, деяких територіях Австралії, частині окрузів штату Невада, в Німеччині (країна визнала неефективність легалізації і працює над переходом до нордичної моделі). Район червоних ліхтарів в Амстердамі є прикладом повної легалізації. Оскільки процес реєстрації часто є дорогим і трудомістким, вимагає законного проживання та може передбачати регулярні медичні огляди, найбільш маргіналізованим повіям доводиться залишатися незаконними, оскільки вони не можуть дотримуватись норм. Це найчастіше зустрічається серед меншин, іммігранток та бідних.

## Проституція в Україні

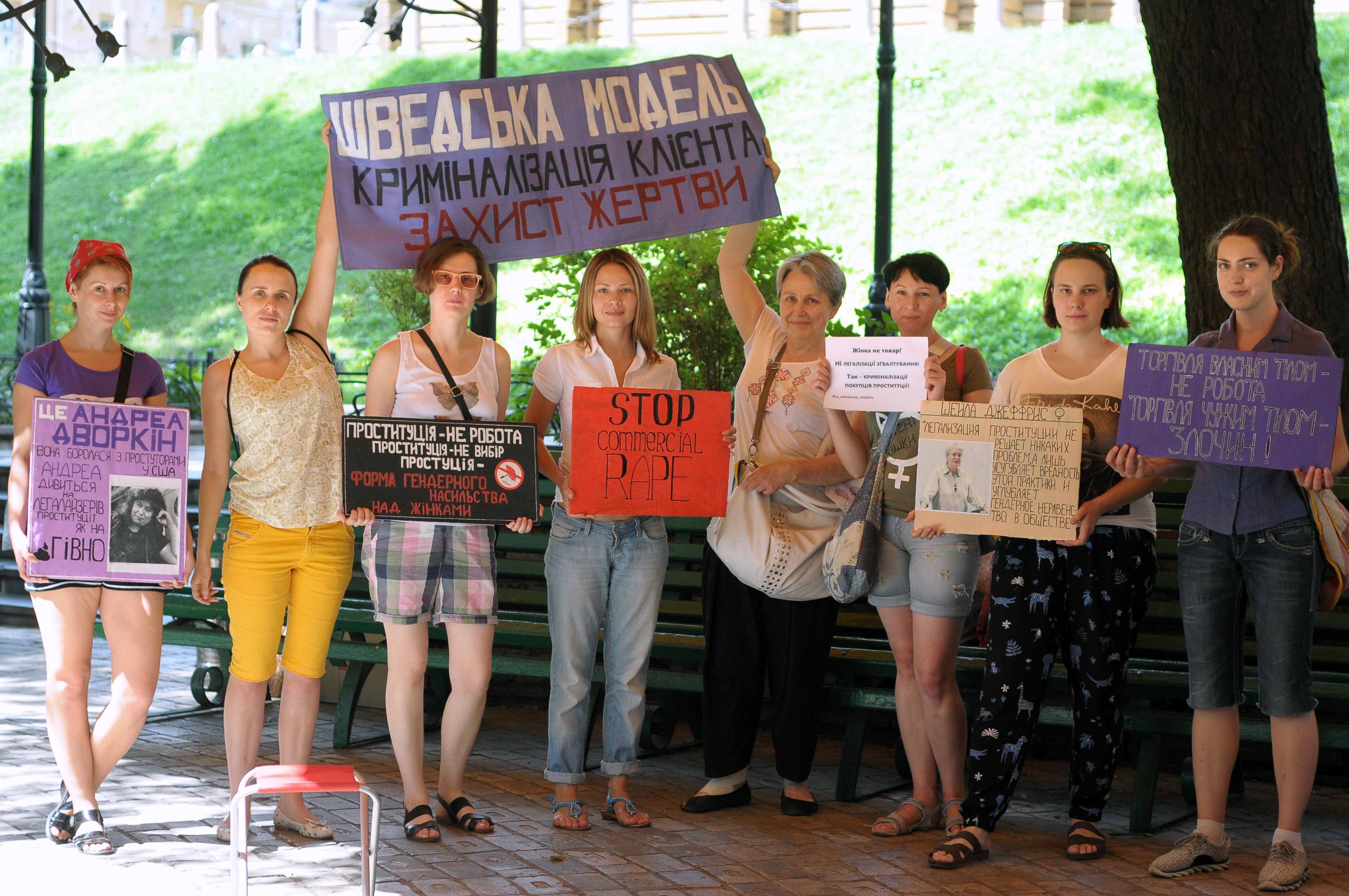
Акція за Шведську модель в Україні, серпень 2017

Проституція в Україні є незаконною. В 90-х — початку 2000-х за умов жорсткої економічної кризи, падіння життєвого рівня та відсутності дієвого механізму соціального захисту населення і протидії проституції Україна стала місцем вуличної проституції та секс-туризму для іноземців.
12 січня 2005 року Верховна Рада України запровадила механізм боротьби з проституцією, що частково відповідає шведській моделі: введена в дію сувора кримінальна відповідальність за торгівлю людьми чи втягнення їх у заняття проституцією; на заміну системі штрафів введено покарання у вигляді позбавлення волі з (без) конфіскацією майна. Суттєва відмінність української моделі від шведської — відсутність покарання для покупців (клієнтів) проституції (криміналізація клієнта є ядром шведської моделі) та наявність адміністративної відповідальності за проституцію для проституйованих.
З 2017 року в Україні проводяться вуличні акції та офіційні заходи [Архівовано 1 листопада 2020 у Wayback Machine.] на підтримку запровадження Шведської моделі боротьби з попитом.
Станом на 2021 рік в теорії кримінального права плата за використання проституції вважалася використанням вразливого стану потерпілої. Відповідно до порівняння наукових та законодавчих підходів України та Швеції, Україна вже сьогодні близька до шведської моделі. Однак, це лише теоретичне положення, яке потребує подальшого законодавчого закріплення.

### Відповідальність за проституцію в Україні
| Суб'єкт адміністративної відповідальності або злочину | Адміністративна відповідальність | Кримінальна відповідальність за злочин щодо                                                           | Кримінальна відповідальність за злочин щодо  | Кримінальна відповідальність за злочин щодо  |                      |                      |                      |                      |                      |                      |                      |                      |
| Суб'єкт адміністративної відповідальності або злочину | Адміністративна відповідальність | повнолітніх (від 18 років)                                                                            | неповнолітніх (14—18 років)                  | малолітніх (до 14 років)                     |                      |                      |                      |                      |                      |                      |                      |                      |
| Заняття проституцією | Заняття проституцією | Заняття проституцією                                                                                  | Заняття проституцією                         | Заняття проституцією                         | Заняття проституцією | Заняття проституцією | Заняття проституцією | Заняття проституцією | Заняття проституцією | Заняття проституцією | Заняття проституцією | Заняття проституцією |
| --- | --- | --- | -------------------------------------------- | -------------------------------------------- | -------------------- | -------------------- | -------------------- | -------------------- | -------------------- | -------------------- | -------------------- | -------------------- |
| Проституйована особа | Попередження або штраф від 85 грн. до 170 грн., а за повторне порушення, вчинене протягом року з дня накладення адміністративного стягнення — штраф від 136 грн. до 255 грн.. Затримання провадиться ОВС (Нацполіцією). | Не застосовується                                                                                     | Не застосовується                            | Не застосовується                            |                      |                      |                      |                      |                      |                      |                      |                      |
| Втягнення особи в заняття проституцією або примушування її до заняття проституцією з використанням обману, шантажу чи уразливого її стану, або із застосуванням чи погрозою застосування насильства (секс-рабство) карається позбавлення волі на строк:             | | |                                              |                                              |                      |                      |                      |                      |                      |                      |                      |                      |
| Покупець (клієнт) | Не застосовується | від 3 до 5 років, а за повторне порушення чи порушення, вчинене з кількома особами — від 4 до 7 років | від 5 до 10 років з (без) конфіскацією майна | від 8 до 15 років з (без) конфіскацією майна |                      |                      |                      |                      |                      |                      |                      |                      |
| Група клієнтів, за попередньою змовою | Не застосовується | від 4 до 7 років                                                                                      | від 5 до 10 років з (без) конфіскацією майна | від 8 до 15 років з (без) конфіскацією майна |                      |                      |                      |                      |                      |                      |                      |                      |
| Службова особа, що використовує службове становище | Не застосовується | від 4 до 7 років                                                                                      | від 5 до 10 років з (без) конфіскацією майна | від 8 до 15 років з (без) конфіскацією майна |                      |                      |                      |                      |                      |                      |                      |                      |
| Особа, від якої потерпіла у матеріальній чи іншій залежності | Не застосовується | від 4 до 7 років                                                                                      | від 5 до 10 років з (без) конфіскацією майна | від 8 до 15 років з (без) конфіскацією майна |                      |                      |                      |                      |                      |                      |                      |                      |
| Забезпечення проституйованої особи заняттям проституцією з іншою особою (посередництво) або примушування її до заняття проституцією з використанням обману, шантажу чи уразливого її стану, або із застосуванням чи погрозою застосування насильства (секс-рабство) | | |                                              |                                              |                      |                      |                      |                      |                      |                      |                      |                      |
| Бордель, сутенер (посередники) | Не застосовується | від 3 до 5 років, а за повторне порушення чи порушення, вчинене з кількома особами — від 4 до 7 років | від 5 до 10 років з (без) конфіскацією майна | від 8 до 15 років з (без) конфіскацією майна |                      |                      |                      |                      |                      |                      |                      |                      |

## Дослідження
Через ризики та стигму люди у проституції важко йдуть на контакт, тому наукових досліджень з теми відносно мало. Переважна більшість академічної літератури зосереджена на проституції та меншою мірою на екзотичних танцях.

### Фемінізм та проституція
Американська радикальна феміністка Андреа Дворкін, що пережила проституцію, у 1980-х речниця феміністського антипорнографічного руху, у ключових радикально-феміністичних працях «Порнографія: чоловіки володіють жінками» (1981) та «Статевий зв'язок» (1987) критикувала порнографію як тісно пов'язану зі зґвалтуваннями, проституцією та іншими формами насильства проти жінок.
Працюючи з рухом «Жінки проти порнографії» та Ліндою Борімен, Дворкін проаналізувала порноіндустрію з феміністської точки зору і виявила, що вона базується на тому, щоб перетворити жінок на об'єкти для чоловічого насильства. З Кетрін МакКіннон Дворкін розробила законодавчий підхід для заборони порнографії і позовної практики проти порнографістів за нанесені збитки, заснований на громадянських правах (а не на боротьбі з непристойністю).

## Проституція в культурі
Сексуальна об'єктивація у проституції є одним з головних факторів об'єктивації, сексуалізації та порніфікації жінок, що посилюють гендерну нерівність, дискримінацію за статтю та втягнення дівчат та жінок у проституцію. Романтизація у поєднанні з остракізмом стосовно проституції у мистецтві сприяє суспільному толеруванню явища через його ігнорування.
- Анрі Тулуз-Лотрек присвятив життя зображенню сцен з життя проституйованих жінок.
- Підлий: крадій душ[en] (2011) — американський документальний фільм про трафікінг, сексуальне рабство та проституцію в різних країнах світу.